# Jake Gyllenhaal
Jacob Benjamin Gyllenhaal (/ˈdʒɪlənhɔːl/; tiếng Thụy Điển: [ˈjʏ̂lːɛnˌhɑːl]; sinh ngày 19 tháng 12 năm 1980) là một nam diễn viên người Mỹ đã có sự nghiệp trải dài hơn ba mươi năm với nhiều đóng góp trên cả lĩnh vực điện ảnh và sân khấu. Sinh ra trong gia đình Gyllenhaal, anh là con trai của đạo diễn Stephen Gyllenhaal và nhà biên kịch Naomi Foner, cũng như là em trai của nữ diễn viên Maggie Gyllenhaal. Gyllenhaal bắt đầu diễn xuất từ khi còn nhỏ trong City Slickers (1991), tiếp theo là các vai diễn trong A Dangerous Woman (1993) và Homegrown (1998) đều do cha mình đạo diễn. Sự nghiệp của anh bứt phá với vai diễn Homer Hickam trong October Sky (1999) và màn hóa thân thành một cậu bé gặp vấn đề về thần kinh trong Donnie Darko (2001).
Gyllenhaal góp mặt trong bộ phim khoa học giả tưởng thảm họa The Day After Tomorrow (2004) với vai một sinh viên mắc kẹt trong một trận đại hồng thủy do sự mát dần toàn cầu. Anh thủ vai Jack Twist trong bộ phim tình cảm chính kịch Chuyện tình sau núi (2005) của Lý An, giành giải BAFTA cho nam diễn viên phụ xuất sắc nhất và được đề cử giải Oscar cho cùng hạng mục. Tiếp theo, anh thủ vai chính trong phim giật gân Zodiac (2007), phim hài tình cảm Love and Other Drugs (2010) và phim khoa học giả tưởng Mật mã gốc (2011). Vai diễn của Gyllenhaal trong hai tác phẩm giật gân Lần theo dấu vết (2013) và Enemy (2013) của Denis Villeneuve được giới chuyên môn tán dương nhiệt liệt. Anh được đề cử giải BAFTA cho nam diễn viên chính xuất sắc nhất nhờ diễn xuất trong vai một nhà báo thao túng trong Kẻ săn tin đen (2014) và một tác giả nổi loạn trong Nocturnal Animals (2016). Tác phẩm có doanh thu cao nhất của Gyllenhaal là bộ phim siêu anh hùng thuộc Vũ trụ Điện ảnh Marvel, Người Nhện xa nhà (2019), trong đó anh thủ vai phản diện Quentin Beck / Mysterio. Ngoài ra, anh còn xuất hiện trong các phim Wildlife (2018), Bức họa ma quái (2019), The Guilty (2021) và Xe cấp cứu (2022).
Trên sân khấu, Gyllenhaal đã góp mặt trong vở kịch This Is Our Youth tại West End và nhạc kịch Sunday in the Park with George tại Broadway, cùng với các vở Constellations và Sea Wall/A Life. Vai diễn trong vở Sea Wall/A Life đã mang về cho anh giải Tony cho nam diễn viên chính xuất sắc nhất thể loại kịch. Ngoài diễn xuất, Gyllenhaal còn sôi nổi với các vấn đề chính trị và xã hội.

## Đầu đời

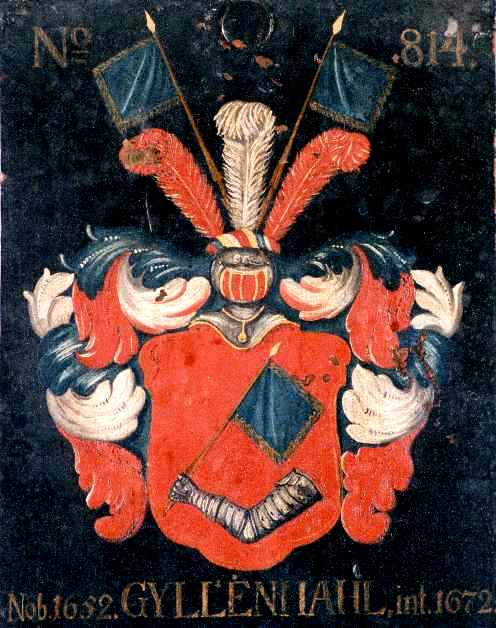
Huy hiệu của dòng họ quý tộc Gyllenhaal

Jacob Benjamin Gyllenhaal sinh ngày 19 tháng 12 năm 1980 tại Los Angeles, California, là con trai của nhà sản xuất phim và biên kịch Naomi Foner (nhũ danh Achs) và đạo diễn Stephen Gyllenhaal. Nữ diễn viên Maggie Gyllenhaal, chị gái anh, xuất hiện cùng Jake trong bộ phim Donnie Darko. Cha của Gyllenhaal mang hai dòng máu Thụy Điển và Anh, đồng thời cũng là dòng dõi của dòng họ Gyllenhaal thuộc giới quý tộc Thụy Điển. Tổ tiên cuối cùng của anh sinh ra ở Thụy Điển là ông cố Anders Leonard Gyllenhaal. Mẹ Jake là người Do Thái, sinh ra tại thành phố New York trong một gia đình Do Thái Ashkenazi vốn có xuất thân từ Nga và Ba Lan; Jake cũng cho biết anh luôn tự coi mình là một người Do Thái. Vào ngày sinh nhật thứ 13, Jake thực hiện nghi thức "kiểu Bar Mitzvah nhưng không có trang phục truyền thống" tại một khu nhà dành cho người vô gia cư vì cha mẹ anh muốn anh nhớ và tỏ lòng biết ơn đến gốc gác của gia đình.
Cha mẹ anh yêu cầu anh làm thêm vào mùa hè để có thể phần nào nuôi sống bản thân, do đó Jake được nhận làm vệ sĩ cứu đắm và dọn bàn tại một nhà hàng là chỗ quen biết với gia đình. Anh nói rằng họ đã khuyến khích sự biểu hiện nghệ thuật: "Tôi có cha mẹ vốn thường xuyên ủng hộ tôi ở một số mặt nhất định. Về những mặt khác, họ còn nhiều thiếu sót. Nhưng chắc chắn là gia đình tôi luôn giỏi nhất ở khả năng thể hiện và sáng tạo".

## Sự nghiệp diễn xuất

### 1991–2000: Khởi nghiệp
Khi còn nhỏ, Gyllenhaal thường xuyên được tiếp xúc với việc làm phim do những mối quan hệ sâu sắc trong ngành của gia đình. Anh bắt đầu sự nghiệp diễn xuất với vai diễn con trai của Billy Crystal trong phim hài City Slickers năm 1991. Năm 1992 cha mẹ không cho phép Gyllenhaal tham gia trong bộ phim The Mighty Ducks vì anh sẽ phải xa nhà hai tháng. Trong những năm sau đó, gia đình cho phép Gyllenhaal tham gia những buổi thử vai, nhưng thường xuyên cấm anh nhận vai nếu được chọn. Một vài lần anh được xuất hiện trong những phim cha mình làm đạo diễn. Gyllenhaal góp mặt trong bộ phim ra mắt năm 1993 A Dangerous Woman cùng với chị gái Maggie; trong "Bop Gun", một tập trong bộ phim truyền hình Homicide: Life on the Street năm 1994; và trong bộ phim hài Homegrown năm 1998. Cùng với mẹ, Jake và Maggie xuất hiện trong hai tập của Molto Mario, một chương trình nấu ăn Italia trên kênh truyền hình Food Network. Cho đến năm cuối trung học, anh chỉ tham gia duy nhất một bộ phim nữa không do cha mình đạo diễn là phim Josh and S.A.M năm 1993, một bộ phim phiêu lưu trẻ em ít được biết đến.
Gyllenhaal tốt nghiệp trường Harvard-Westlake tại Los Angeles năm 1998, sau đó nhập học đại học Columbia, nơi mẹ anh tốt nghiệp và chị gái cũng đang học năm cuối, với chuyên ngành tôn giáo và triết học phương Đông. Tại Columbia, anh cư trú ở ký túc xá John Jay Hall. Gyllenhaal bỏ học sau hai năm để tập trung vào sự nghiệp diễn xuất, nhưng vẫn bày tỏ mong muốn được tốt nghiệp. Anh có vai chính đầu tay trong phim October Sky năm 1999, một tác phẩm được chuyển thể từ cuốn tự truyện Rocket Boys của Homer Hickam, trong đó anh khắc họa một người đàn ông trẻ tuổi đến từ Tây Virginia phấn đấu để giành được một học bổng khoa học để không phải trở thành thợ mỏ. Bộ phim được đón nhận tích cực và thu về 32 triệu USD tại phòng vé; báo Sacramento News and Review mô tả đây là một "màn trình diễn đột phá" của Gyllenhaal.

### 2001–2004: TừDonnie Darkođến sân khấu Luân Đôn
Donnie Darko của đạo diễn Richard Kelly, bộ phim thứ hai mà Gyllenhaal thủ vai chính, không đạt được thành tích tốt tại phòng vé khi ra mắt lần đầu năm 2001, nhưng về sau trở thành phim cult với một lượng khán giả trung thành đáng kể. Tác phẩm lấy bối cảnh năm 1988 với Gyllenhaal trong vai một thiếu niên nổi loạn, sau khi thoát chết đã nhìn thấy ảo ảnh của một con thỏ cao 6 bộ (1,8 m) tên Frank nói với cậu ta rằng thế giới đang đi đến bờ vực diệt vong. Diễn xuất của Gyllenhaal được giới chuyên môn đón nhận tích cực; Gary Mairs của trang Culture Vulture viết rằng Gyllenhaal "đã thực hiện được một kỹ thuật khó với việc tạo cảm giác vừa thờ ơ vừa bị làm phiền một cách sâu sắc, có khi trong cùng một phân cảnh".
Vai diễn tiếp theo của Gyllenhaal là viên phi công Kelston trong bộ phim Highway năm 2002 đóng chung với Jared Leto. Diễn xuất của anh được một nhà phê bình mô tả là "ngu ngốc, sáo rỗng và không đủ tốt để ra rạp (straight-to-video)." Gyllenhaal thành công hơn khi sánh vai cùng Jennifer Aniston trong The Good Girl, ra mắt tại Liên hoan phim Sundance năm 2002; anh cũng góp mặt trong bộ phim Lovely & Amazing cùng với Catherine Keener. Trong cả hai phim, Gyllenhaal vào vai một nhân vật tâm lý không ổn định và có một mối quan hệ tùy tiện với một người phụ nữ hơn tuổi. Gyllenhaal về sau gọi đó là những vai diễn "định hình phong cách" của mình. Sau đó, Gyllenhaal góp mặt trong bộ phim hài tình cảm Bubble Boy của hãng phim Touchstone, một phần dựa vào câu chuyện của David Vetter. Bộ phim khắc họa những cuộc phiêu lưu của nhân vật chính khi anh theo đuổi tình yêu của đời mình trước khi cô kết hôn với một người đàn ông khác. Tác phẩm bị giới phê bình chỉ trích mạnh mẽ; Paul Clinton của CNN nó là "ngu ngốc và chẳng có cái gì tốt để bù đắp lại cả".
Sau Bubble Boy, Gyllenhaal góp mặt cùng Dustin Hoffman, Susan Sarandon và Ellen Pompeo trong Moonlight Mile (2002), với vai một người đàn ông trẻ tuổi đối mặt với cái chết của vị hôn thê và sự đau buồn của bố mẹ cô gái. Câu chuyện, vốn nhận được những đánh giá trái chiều, một phần được dựa trên trải nghiệm cá nhân của biên kịch/đạo diễn Brad Silberling sau khi người bạn gái Rebecca Schaeffer bị sát hại. Cùng năm, Gyllenhaal có màn ra mắt sân khấu kịch Luân Đôn với vai chính trong bản làm lại This Is Our Youth của Kenneth Lonergan. Anh nói rằng, "Tất cả những diễn viên tôi ngưỡng mộ đều tham gia sân khấu kịch, vì vậy tôi biết rằng tôi phải thử sức mình." Vở kịch được công diễn tám tuần tại sân khấu West End của Luân Đôn; Gyllenhaal nhận phản hồi chuyên môn tốt và giành giải thưởng Evening Standard Theatre Award cho hạng mục Diễn viên mới xuất sắc.
Gyllenhaal suýt giành được vai Người Nhện trong bộ phim Người Nhện 2 (2004) khi đạo diễn Sam Raimi lo ngại về sức khỏe của diễn viên chính phần phim gốc, Tobey Maguire. Tuy nhiên, Maguire sau đó hồi phục và phần tiếp theo được bấm máy mà không có Gyllenhaal. (Hai diễn viên này về sau góp mặt cùng nhau trong Brothers năm 2009, tương đồng nhau đến mức Gyllenhaal vẫn đùa rằng các tài xế taxi thường gọi anh là "Người Nhện".) Vào năm 2003, anh cũng đã thử vai Người Dơi trong phim siêu anh hùng Huyền thoại Người Dơi và đã tiến rất gần đến vai diễn chính thức, nhưng sau đó Christian Bale là người cuối cùng được chọn. Thay vào đó, Gyllenhaal thủ vai chính trong phim bom tấn khoa học giả tưởng The Day After Tomorrow năm 2004, với Dennis Quaid trong vai người bố.

### 2005–2011:Chuyện tình sau núivà loạt vai diễn chính

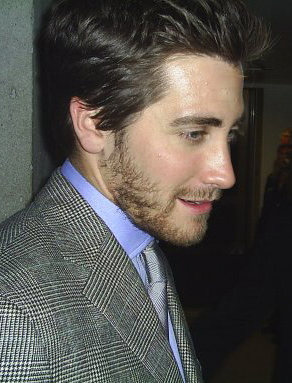
Gyllenhaal tại buổi ra mắt bộ phim Proof năm 2005

Năm 2005, Gyllenhaal tham gia phim Proof cùng với Gwyneth Paltrow và Anthony Hopkins, tại đây anh thủ vai một sinh viên cao học ngành toán cố gắng thuyết phục nhân vật của Paltrow công bố một chứng minh có tính cách mạng về một bài toán đang làm đau đầu giới toán học. Tác phẩm nhìn chung nhận được phản hồi chuyên môn tốt. Anh cũng góp mặt trong Jarhead của Sam Mendes, vào vai một lính thủy đánh bộ Hoa Kỳ trong cuộc chiến tranh Vùng Vịnh lần thứ nhất. Phim được đón nhận tích cực; Stephen Hunter của The Washington Post đánh giá cao diễn xuất của Gyllenhaal, viết rằng "anh đã khiến chúng ta thấy được trí thông minh của nhân vật" và "anh không cảm thấy ghen tị với sự chú ý của máy quay khi nó hướng đến người khác".
Trong Chuyện tình sau núi (2005), Gyllenhaal và Heath Ledger vào vai hai người đàn ông trẻ gặp nhau khi làm những người chăn cừu và bắt đầu một mối quan hệ tình dục vào năm 1963, kéo dài suốt 20 năm. Tác phẩm thường được giới truyền thông đề cập với cụm từ viết tắt "bộ phim cao bồi đồng tính nam" ("the gay cowboy movie"), cho dù có nhiều ý kiến khác nhau về xu hướng tính dục của các nhân vật trong phim. Trong các giải thưởng và đề cử mà phim nhận được có giải Sư tử vàng tại Liên hoan phim Venice. Tác phẩm giành ba giải Oscar, còn Gyllenhaal được đề cử ở hạng mục Nam diễn viên phụ xuất sắc nhất cho màn trình diễn của mình, nhưng thất bại dưới tay George Clooney trong phim Syriana. Phim cũng đoạt bốn giải Quả cầu vàng và bốn giải BAFTA (trong đó Gyllenhaal đoạt giải Nam diễn viên phụ xuất sắc nhất). Anh và Ledger cùng giành giải Điện ảnh của MTV trong hạng mục "Nụ hôn đẹp nhất" năm 2006. Không lâu sau giải Oscar năm 2006, Gyllenhaal được mời vào Viện Hàn lâm như một sự thừa nhận cho sự nghiệp diễn xuất của mình.
Gyllenhaal có những cảm giác khác nhau về trải nghiệm làm việc cùng đạo diễn Lý An trong phim Chuyện tình sau núi, nhưng nói chung anh có nhiều lời hoan nghênh hơn là chê trách về phong cách chỉ đạo. Trong khi phàn nàn về việc Lý có xu hướng giữ khoảng cách với các diễn viên trong quá trình làm phim, Gyllenhaal khen ngợi khả năng động viên cũng như cách tiếp cận tinh tế của ông. Tại lễ trao giải của Hội Đạo diễn Hoa Kỳ diễn ra ngày 28 tháng 1 năm 2006, Gyllenhaal cũng ca ngợi Lý An vì "sự khiêm tốn và sự tôn trọng dành cho mọi người xung quanh". Khi được hỏi về những cảnh hôn nhau cùng Heath Ledger trong Chuyện tình sau núi, Gyllenhaal nói "Là một diễn viên, tôi nghĩ chúng ta nên chấp nhận những khoảnh khắc mà mình thấy khó chịu nhất." Khi được hỏi về những cảnh quay nhạy cảm hơn với Ledger, Gyllenhaal ví chúng như là "đang đóng cảnh tình dục với một phụ nữ mà tôi không hứng thú." Sau khi Chuyện tình sau núi ra mắt, có những tin đồn xuất hiện xung quanh xu hướng tính dục của Gyllenhaal. Khi được hỏi về chúng trong một cuộc phỏng vấn, anh cho biết: "Bạn biết đấy, thật khoái khi có tin đồn rằng tôi là người song tính. Điều đó có nghĩa là tôi có thể đóng nhiều loại vai hơn. Tôi cởi mở với việc mọi người muốn gọi tôi là ai. Tôi chưa bao giờ thực sự bị hấp dẫn bởi đàn ông về mặt tình dục, nhưng tôi không nghĩ mình phải sợ nếu như điều đó xảy ra."
Gyllenhaal dẫn truyện trong bộ phim hoạt hình ngắn The Man Who Walked Between the Towers năm 2005, chuyển thể từ cuốn sách cùng tên của Mordicai Gerstein kể về màn đi trên dây nổi tiếng của Philippe Petit. Tháng 1 năm 2007, khi làm dẫn chương trình Saturday Night Live, anh mặc một bộ váy dạ hội lấp lánh và hát bài "And I Am Telling You I'm Not Going" của vở nhạc kịch Dreamgirls trong phần giới thiệu đầu chương trình. Sau đó, Gyllenhaal thủ vai chính trong phim giật gân kỳ bí Zodiac (2007) của đạo diễn David Fincher, dựa trên câu chuyện về sát thủ Zodiac. Anh vào vai Robert Graysmith, một họa sĩ làm việc cho tờ San Francisco Chronicle. Để chuẩn bị cho vai diễn, Gyllenhaal đến gặp Graysmith và ghi hình lại để nghiên cứu phong cách và tính cách của ông. Bộ phim nhận được phản hồi tốt từ giới chuyên môn; viết trên The Sydney Morning Herald, Paul Byrnes cho rằng đây là tác phẩm "thương tâm, đầy kích thích và ám ảnh", đồng thời gọi Gyllenhaal là "tuyệt vời". Tiếp theo, anh đóng cùng Meryl Streep, Alan Arkin và Reese Witherspoon trong bộ phim Rendition (2007) do Gavin Hood đạo diễn, với nội dung về chính sách dẫn độ nghi phạm người nước ngoài đến các quốc gia khác để thẩm vấn. Mặc dù phim nhận phản hồi trái chiều nhưng David Edelstein của tạp chí New York đã gọi Gyllenhaal là "hấp dẫn ... anh là một diễn viên kín tiếng. Nhưng anh đã xây dựng được hạn chế ấy vào trong nhân vật". Hai năm sau, Gyllenhaal xuất hiện cùng Tobey Maguire và Natalie Portman trong Brothers của Jim Sheridan, phiên bản làm lại từ bộ phim Đan Mạch cùng tên năm 2004 của Susanne Bier. Tác phẩm đón nhận những nhận xét trái chiều và chỉ đạt doanh thu ở mức trung bình, song Anthony Quinn của The Independent cảm nghĩ rằng Gyllenhaal và Maguire có "diễn xuất chân thật". Gyllenhaal cũng chia sẻ rằng phần thể hiện của Maguire trong phim đã làm ảnh hưởng đến diễn xuất của mình trong suốt sự nghiệp.
Năm tiếp theo, Gyllenhaal thủ vai chính trong bộ phim chuyển thể từ trò chơi Hoàng tử Ba Tư: Dòng cát thời gian, được sản xuất bởi Jerry Bruckheimer và phát hành bởi Disney. Anh góp mặt trong bộ phim hài tình cảm Love and Other Drugs đóng chung với Anne Hathaway, ra mắt ngày 24 tháng 11 năm 2010, mang lại cho anh giành một đề cử giải Quả cầu Vàng. Philip French của The Guardian hoan nghênh việc Gyllenhaal lựa chọn một vai diễn hài, trái ngược với các vai diễn điện ảnh trước đây, nhưng nhận thấy tác phẩm đã "sẩy chân một cách tệ hại". Sau đó, Gyllenhaal đóng vai đại úy Colter Stevens trong bộ phim giật gân du hành thời gian Mật mã gốc, dự án duy nhất mà anh tham gia trong năm 2011. Mặc dù chỉ ra cốt truyện của tác phẩm là thiếu thực tế, Peter Howell của Toronto Star vẫn dành lời khen cho phần diễn xuất chính của các diễn viên.

### 2012–2018: Thắng lợi chuyên môn và ra mắt tại Broadway

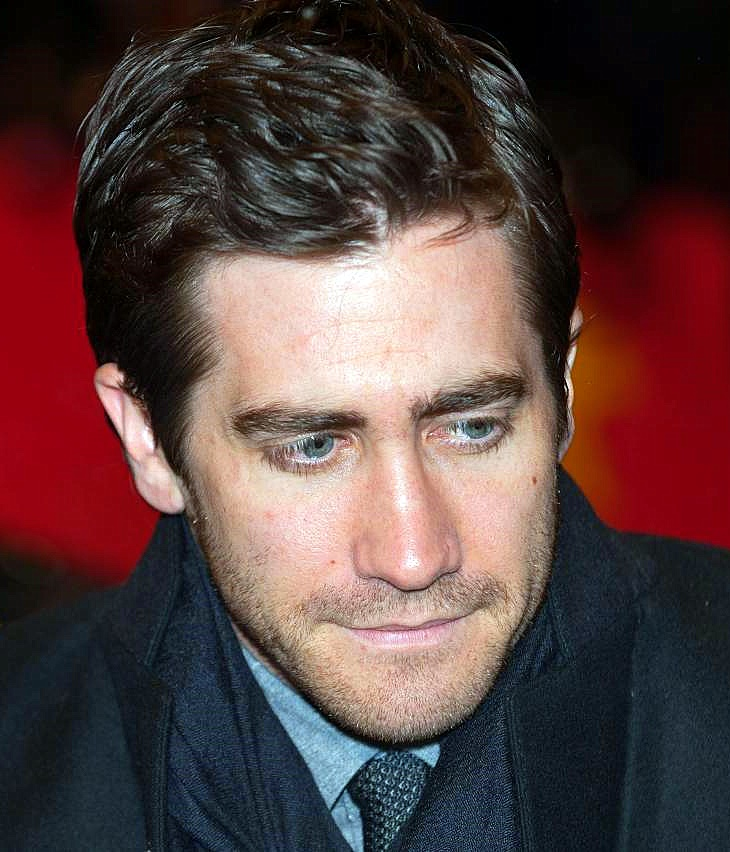
Gyllenhaal tại Liên hoan phim quốc tế Berlin 2012, trong đó anh là thành viên giám khảo

Gyllenhaal đóng cùng Michael Peña trong bộ phim End of Watch của đạo diễn David Ayer, một tác phẩm mà anh đồng thời giữ vai trò giám đốc sản xuất, nói về hai cảnh sát viên ở Los Angeles. Phim ra mắt ngày 21 tháng 9 năm 2012 và nhận được những phản hồi tích cực; nhà phê bình Roger Ebert nhận xét "End of Watch là một trong những bộ phim cảnh sát hay nhất trong những năm gần đây, một sự hợp nhất bậc thầy giữa biểu diễn và những cảnh hành động thót tim", còn Andrew O'Hehir trên Salon thì cho rằng đây "ít nhất là bộ phim cảnh sát hay nhất kể từ We Own the Night của James Gray hay Training Day của Antoine Fuqua (mà, không phải ngẫu nhiên, cũng do Ayer viết kịch bản)". Để chuẩn bị cho vai diễn này, Gyllenhaal đã phải tham gia huấn luyện chiến thuật và những lần đi tuần thật sự cùng bạn diễn Michael Peña để nắm được ngôn ngữ của các nhân vật.
Gyllenhaal là thành viên ban giám khảo tại Liên hoan phim quốc tế Berlin lần thứ 62 diễn ra vào tháng 2 năm 2012. Cũng trong năm 2012, anh ra mắt sân khấu Off-Broadway trong vở kịch If There Is I Haven't Found It Yet của Nick Payne tại nhà hát Laura Pels của Roundabout Theatre Company. Năm 2013 chứng kiến sự xuất hiện của Gyllenhaal trong hai bộ phim được đạo diễn bởi Denis Villeneuve, người mà Gyllenhaal gọi là "một người anh trai" của mình. Trong tác phẩm đầu tiên, phim giật gân Lần theo dấu vết, anh thủ vai một điều tra viên tên Loki đi tìm kẻ bắt cóc hai bé gái nhỏ tuổi. Nhà phê bình phim của Rolling Stone, Peter Travers, tán dương diễn xuất "hiếm có" của Gyllenhaal trong phim. Ở lần hợp tác thứ hai, Gyllenhaal tham gia cùng lúc hai vai gồm một giáo viên dạy lịch sử và doppelgänger của anh ta, trong phim giật gân Enemy. Năm kế tiếp, anh sản xuất và đóng vai chính trong bộ phim giật gân tội phạm Kẻ săn tin đen, giành được đề cử giải Quả cầu vàng và giải thưởng của Nghiệp đoàn diễn viên màn ảnh cho phần diễn xuất. Ben Sachs của tờ Chicago Reader gọi phần thể hiện của Gyllenhaal là "gây chú ý" và thêm rằng anh đã "tạo nên một sự hiện diện đáng nhớ trên màn ảnh".
Gyllenhaal khởi đầu sự nghiệp diễn xuất trên sân khấu Broadway trong vở Constellations của Nick Payne tại nhà hát Samuel J. Friedman, tham gia chung với Ruth Wilson. Vở kịch bắt đầu công diễn từ tháng 1 năm 2015 và kết thúc vào tháng 3. Cùng năm đó, Gyllenhaal góp mặt trong tác phẩm hài Accidental Love, một bộ phim được quay tại South Carolina từ năm 2008 có Jessica Biel cùng tham gia, cũng như trong bộ phim thể thao chính kịch Southpaw của đạo diễn Antoine Fuqua. Viết trên The Independent, Geoffrey Macnab gọi diễn xuất của Gyllenhaal ở vai võ sĩ quyền Anh trong Southpaw là "hợp lý", đồng thời cũng ca ngợi "sự tổn thương cảm xúc" của anh, bất chấp kịch bản cũ kỹ. Tiếp theo, anh đóng vai nhà leo núi người Mỹ Scott Fischer trong Everest của Baltasar Kormákur, dựa trên câu chuyện về thảm họa trên núi Everest năm 1996; phim đạt thành công lớn tại phòng vé với doanh thu toàn cầu 203 triệu USD. Cuối cùng, anh xuất hiện ở bộ phim hài chính kịch Demolition của Jean-Marc Vallée trong vai nhân viên ngân hàng đầu tư Davis Mitchell, một người đang gầy dựng lại cuộc đời sau khi mất đi người vợ của mình. Bilge Ebiri của The Village Voice đánh giá cao diễn xuất của Gyllenhaal, viết rằng "anh đã thể hiện xuất sắc cái sự tò mò đầy trẻ con của Davis, cái sự lưỡng lự đầy lặng lẽ và trố mắt của một ai đó mới lần đầu khám phá ra thế giới". Anh cũng là thành viên giám khảo cho các hạng mục giải thưởng chính của Liên hoan phim Cannes 2015.

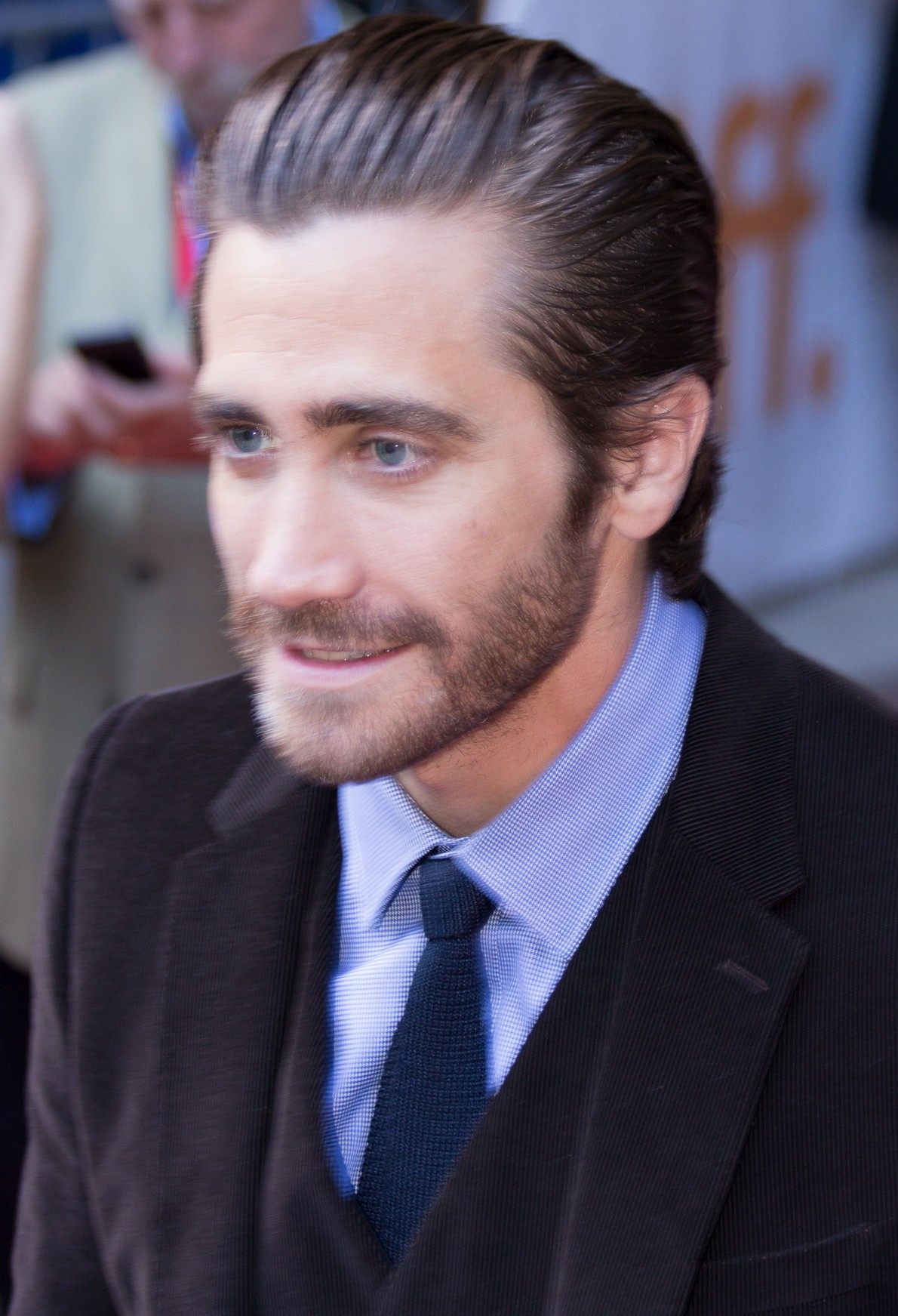
Gyllenhaal tại Liên hoan phim quốc tế Toronto 2013

Năm 2016, Gyllenhaal góp mặt trong bộ phim giật gân neo-noir Nocturnal Animals do Tom Ford đạo diễn, chuyển thể từ tiểu thuyết Tony and Susan của Austin Wright. Phim được giới chuyên môn đón nhận tích cực; Sandra Hall của The Sydney Morning Herald dành lời khen cho sự xuất sắc của màn diễn xuất hai vai cùng lúc đến từ Gyllenhaal, trong khi Justin Chang của Los Angeles Times viết rằng phần thể hiện của anh hàm chứa "những sắc thái cảm xúc phong phú" và sự xúc cảm mãnh liệt leo thang đến mức khó cưỡng. Tháng 10 năm 2016, anh xuất hiện trong vai George ở bốn buổi diễn hòa nhạc từ thiện vở nhạc kịch Sunday in the Park with George của Stephen Sondheim và James Lapine tại nhà hát New York City Center. Alexis Soloski của The Guardian cho số điểm tuyệt đối 5 sao và ca ngợi phần hát "tuyệt vời" của Gyllenhaal. Bắt đầu từ tháng 2 năm 2017, Gyllenhaal trở lại với vai trên tại nhà hát Hudson (vừa được mở cửa trở lại thời điểm đó) ở Broadway. Ben Brantley của The New York Times khen ngợi "sự hiện diện sục sôi trên sân khấu, trong đó đôi mắt anh cũng chính là trọng tâm của anh". Theo dự kiến ban đầu, Gyllenhaal sẽ xuất hiện trong vở Burn This của Lanford Wilson dưới sự chỉ đạo của Michael Mayer vào năm 2017, nhưng vở kịch này sau đó được tái khởi động vào năm 2019 với sự góp mặt của Adam Driver, trong khi vở có Gyllenhaal tham gia được cho là đã bị hủy bỏ.
Năm 2017, Gyllenhaal thủ vai phi hành gia David Jordan trong bộ phim khoa học giả tưởng kinh dị Mầm sống hiểm họa; Eric Henderson của Slant Magazine cho rằng anh đã "chết đằng sau đôi mắt ngay từ phân cảnh đầu tiên của mình". Anh cũng có vai phụ trong tác phẩm phiêu lưu hành động Okja và góp mặt trong phim chính kịch Stronger, dựa trên câu chuyện về nạn nhân sống sót vụ nổ bom tại Marathon Boston, Jeff Bauman. Trong bài viết đánh giá phim Stronger, Geoffrey Macnab của The Independent có lời khen cho sự đa tài và phần diễn xuất "nổi bật" của Gyllenhaal trong vai Bauman. Năm tiếp theo, Gyllenhaal tham gia phim chính kịch Wildlife đóng chung với Carey Mulligan, tại đây anh thủ vai một người cha tạm xa cách gia đình để nhận lấy một công việc nguy hiểm. Phim được dựa trên tiểu thuyết cùng tên năm 1990 của Richard Ford. Ella Kemp, viết cho tạp chí Sight & Sound, ca ngợi sự phối hợp ăn ý giữa các diễn viên chính "xì ra với một động lực dễ dàng". Anh cũng có vai trong phim chính kịch Viễn Tây The Sisters Brothers (2018).

### 2019–nay: Phim hành động và giật gân
Gyllenhaal tái ngộ đạo diễn Kẻ săn tin đen, Dan Gilroy, trong bộ phim giật gân Bức họa ma quái, tại đây anh thủ vai nhà phê bình nghệ thuật Mort Vandewalt. Phim ra mắt tại Liên hoan phim Sundance 2019 và được phát hành bởi Netflix. Peter Debrudge của Variety cho rằng Gyllenhaal "đang thưởng thức thêm một trong những màn thể hiện mang chất camp theo cách đả kích". Tiếp theo, Gyllenhaal thủ vai nhân vật phản diện truyện tranh Mysterio / Quentin Beck trong phim siêu anh hùng Người Nhện xa nhà, hậu truyện của Người Nhện: Trở về nhà, lấy bối cảnh trong Vũ trụ Điện ảnh Marvel. Tác phẩm là một trong những phim ăn khách nhất năm 2019 với doanh thu toàn cầu 1,13 tỷ USD. Cùng năm, anh xuất hiện cùng với Tom Sturridge trong Sea Wall/A Life, một màn độc thoại kép do Nick Payne và Simon Stephens chắp bút, tại nhà hát Hudson ở Broadway. Anh được đề cử giải Tony ở hạng mục Nam diễn viên chính xuất sắc nhất thể loại kịch cho vai diễn nói trên. Gyllenhaal cũng góp giọng cho bộ phim hoạt hình Spirit: Chú ngựa bất kham (2021). Cũng trong năm 2021, anh thủ vai điều tra viên Joe Baylor trong phim giật gân tội phạm The Guilty, phiên bản làm lại của bộ phim Đan Mạch cùng tên năm 2018.
Năm 2022, Gyllenhaal đóng vai một tên tội phạm trong bộ phim hành động giật gân Xe cấp cứu của Michael Bay; phim nhận phản hồi trái chiều từ giới chuyên môn. Anh cũng lồng tiếng một nông dân trong phim hoạt hình Thế giới lạ lùng của Disney khởi chiếu cùng năm. Gyllenhaal sau đó góp mặt trong phim Khế ước (2023) của Guy Ritchie và tác phẩm hành động Road House (2024) của Doug Liman. Sau thành công của Road House, công ty sản xuất Nine Stories do anh sở hữu đã ký một thỏa thuận hợp tác ưu tiên với Amazon MGM Studios. Tháng 3 năm 2024, Gyllenhaal thông báo sẽ trở lại Broadway với vai diễn Iago trong bản làm lại vở bi kịch Othello của William Shakespeare dự kiến công diễn vào năm 2025, đóng cặp cùng Denzel Washington. Đến tháng 6 cùng năm, anh tham gia dàn diễn viên bộ phim quái vật khoa học viễn tưởng The Bride! với vai diễn chưa được công bố.

## Hình ảnh trên truyền thông
Gyllenhaal có tên trong danh sách "50 người đẹp nhất thế giới" của tạp chí People năm 2006. Cùng năm đó anh có mặt trong danh sách "Những người độc thân quyến rũ nhất" cũng của tạp chí này. Tháng 4 năm 2012, trang web truyền thông Shalom Life xếp anh đứng thứ 6 trong số "50 người đàn ông Do Thái tài năng, thông minh, hài hước và quyến rũ nhất thế giới". Năm 2013, anh xếp thứ 35 trong cuộc bầu chọn "100 ngôi sao điện ảnh gợi cảm nhất" của tạp chí Empire. Trong một cuộc bầu chọn khác do tạp chí Glamour thực hiện, Gyllenhaal được chọn là một trong "những người đàn ông gợi cảm nhất năm 2018".

## Đời tư

### Gia đình và các mối quan hệ
Gia đình Gyllenhaal gồm đạo diễn Stephen Gyllenhaal, biên kịch Naomi Foner cùng hai diễn viên Jake và Maggie Gyllenhaal. Maggie kết hôn với Peter Sarsgaard, bạn diễn của Gyllenhaal trong Jarhead và Rendition. Tháng 12 năm 2006, hai chị em Gyllenhaal thoát chết trong vụ cháy nhà hàng Manka's tại Inverness, California, nơi họ đang đi nghỉ.
Gyllenhaal có cả cha và mẹ đỡ đầu, những người mà anh miêu tả là "cha mẹ đỡ đầu nổi tiếng". Nam diễn viên và đạo diễn Paul Newman là cha đỡ đầu của anh, trong khi nữ diễn viên Jamie Lee Curtis là mẹ đỡ đầu. Những cha mẹ đỡ đầu khác của anh bao gồm một cặp đồng tính nam và đạo diễn hình ảnh Robert Elswit. Bản thân Gyllenhaal cũng là cha đỡ đầu của Matilda Rose Ledger (sinh ngày 28 tháng 10 năm 2005), con gái của Heath Ledger và Michelle Williams, đều là bạn diễn của anh trong Chuyện tình sau núi.
Gyllenhaal bắt đầu hẹn hò với nữ diễn viên Kirsten Dunst vào năm 2002 sau khi họ được chị gái Maggie, người đã đóng chung với Dunst trong Mona Lisa Smile, giới thiệu; họ chia tay nhau vào năm 2004. Sau đó anh qua lại với bạn diễn trong Rendition Reese Witherspoon từ năm 2007 đến năm 2009. Anh có quan hệ tình cảm với ca sĩ kiêm nhạc sĩ Taylor Swift từ tháng 10 năm 2010 đến tháng 1 năm 2011, người mẫu Alyssa Miller từ tháng 7 đến tháng 12 năm 2013, và người mẫu người Pháp Jeanne Cadieu từ cuối năm 2018.

### Chính trị và các sở thích khác
Gyllenhaal hoạt động chính trị tích cực. Anh tham gia một quảng cáo cho tổ chức phi lợi nhuận Rock the Vote và cùng với chị gái đến thăm Đại học Nam California để khuyến khích sinh viên tham gia bỏ phiếu trong cuộc bầu cử Tổng thống Mỹ năm 2004. Anh cũng tham gia vào chiến dịch tranh cử của ứng cử viên đảng Dân chủ John Kerry. Tuy nhiên, Gyllenhaal cho biết rằng "Tôi thấy thất vọng khi các diễn viên nói về chính trị; tôi thuộc về chính trị và tôi đưa ra quyết định trong các bộ phim của mình mà tôi nghĩ là có tính chính trị. Tôi nỗ lực và nói ra các thứ với những gì tôi làm." Tại cuộc bầu cử giữa nhiệm kỳ năm 2018, Gyllenhaal tuyên bố ủng hộ ứng viên Thượng viện Beto O'Rourke qua một bài đăng trên Facebook. Bài đăng này kèm theo một bức ảnh chụp anh đang mặc áo in chữ "BETO" cùng đoạn viết dài nhằm đồng thời tuyên bố ủng hộ các ứng viên Stacey Abrams, Andrew Gillum, Kyrsten Sinema và Jacky Rosen tại các cuộc bầu cử cấp Thượng viện hoặc Thống đốc mà họ tham gia.
Gyllenhaal nói trong một cuộc phỏng vấn rằng anh tái chế rác thải thường xuyên và bỏ ra 400 USD mỗi năm để trồng cây tại một khu rừng ở Mozambique, một phần để quảng bá chương trình Future Forests. Sau khi đóng máy bộ phim The Day After Tomorrow, anh bay đến Bắc Cực để quảng bá nâng cao nhận thức về biến đổi khí hậu. Gyllenhaal đã xem nhà hoạt động khí hậu Greta Thunberg là một nhân vật truyền cảm hứng.
Năm 2003, Gyllenhaal tham gia vào một chiến dịch quảng cáo của American Civil Liberties (Các quyền tự do của công dân Mỹ). Gyllenhaal là thành viên danh dự trong Hội đồng Cố vấn của Ney Eyes For the Needy, tổ chức phi lợi nhuận cung cấp kính mắt tái chế tại Mỹ, đồng thời cũng là một trong các nghệ sĩ tham gia chương trình từ thiện Stand Up to Cancer. Anh là thành viên ban giám đốc của Anti-Recidivism Coalition và tham gia công việc tình nguyện tại các trung tâm giam giữ vị thành niên ở California cùng với nhà sáng lập Scott Budnick. Năm 2014, Gyllenhaal tham dự một sự kiện nhằm quyên góp cho Headstrong Project, một tổ chức chuyên hỗ trợ điều trị cựu chiến binh đang bị hậu chấn tâm lý, tại đây anh đọc bài thơ do một cựu chiến binh sáng tác. Đến năm 2017, anh tham gia một sự kiện quyên góp để giúp đỡ các nạn nhân bị mất chi trong cuộc tấn công khủng bố ngày 11 tháng 9 năm 2001. Gyllenhaal đã nghiên cứu về Phật giáo và cho biết, "Tôi không phải là một Phật tử chính danh, nhưng tôi luôn cố gắng thực hành chánh niệm" và rằng anh nỗ lực ngồi thiền mỗi ngày.

## Các tác phẩm đã tham gia và giải thưởng
Các phim được đón nhận tích cực nhất của Gyllenhaal, theo trang tổng hợp đánh giá Rotten Tomatoes, bao gồm October Sky (1999), Donnie Darko (2001), Lovely & Amazing (2002), Chuyện tình sau núi (2005), Zodiac (2007), Mật mã gốc (2011), End of Watch (2012), Kẻ săn tin đen (2014) và Stronger (2017). Anh đã được đề cử một giải Oscar, hai giải Quả cầu vàng, ba giải BAFTA và ba giải của Nghiệp đoàn diễn viên màn ảnh.